# Иосифовская колонизация

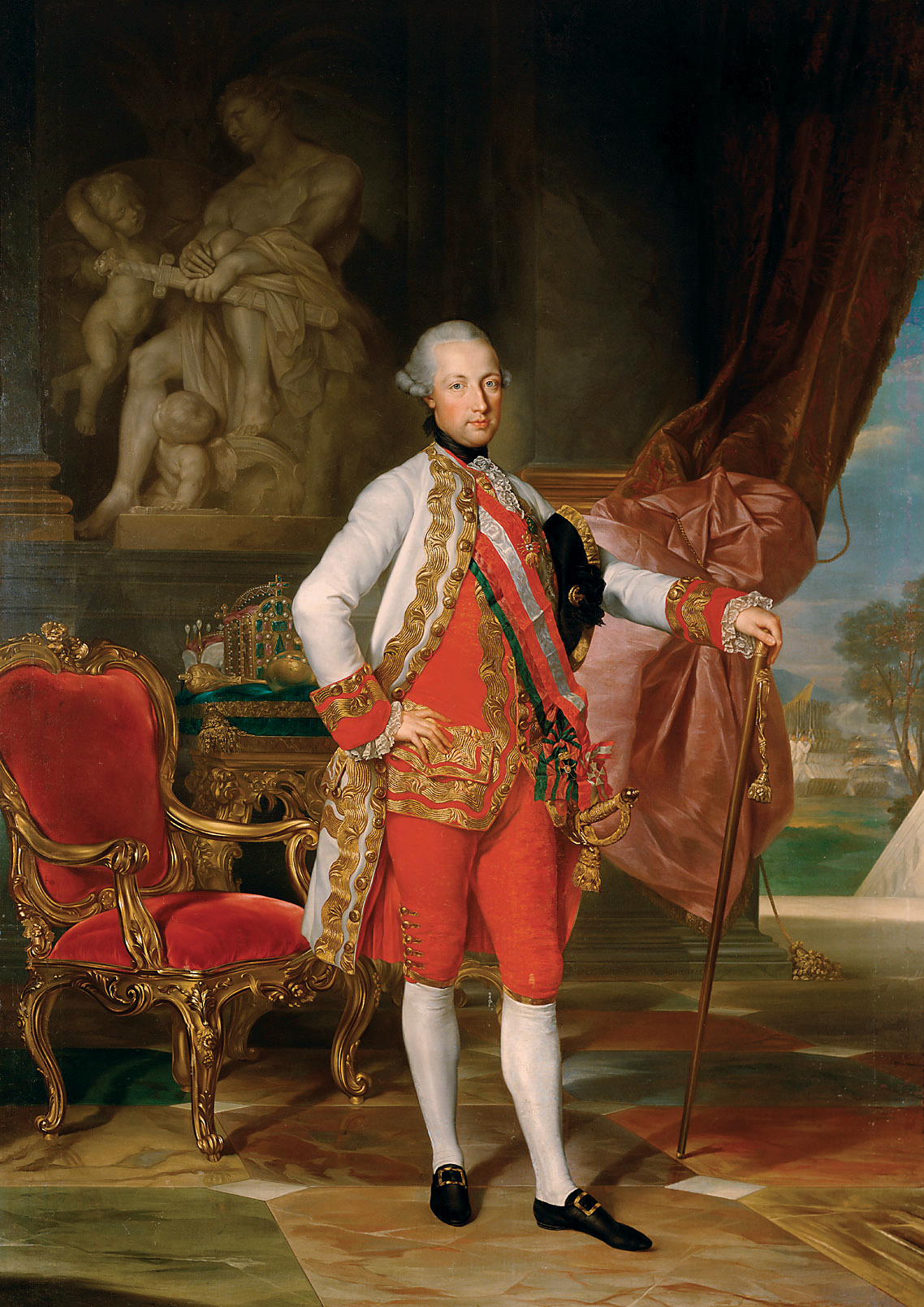
Иосиф II, Габсбург

Иосифова колонизация (нем. Josephinische Kolonization, пол. Kolonizacja józefińska) — спланированная переселенческая акция под руководством императора Иосифа II в конце XVIII века, преимущественно в Галиции. Иосифова колонизация способствовала формированию сообщества немецкого меньшинства Галиции.

## Более ранняя колонизация
Ранее, в XVIII века, правители Габсбургов пытались колонизировать области Венгрии, Баната и Бачки, отколовшиеся от Османской империи.
Первой немецко-протестантской колонией в будущей Галиции, основанной в середине XVIII века, были Залещики. Колонизация государственной собственности Австро-Венгерской монархии была инициирована Марией Терезой. Патент на колонизацию, выданный ею в октябре 1774 г., допускал только ремесленную колонизацию в городах. Первая часть патента предлагала аутсайдерам католической и греческой, униатской веры, купцам, искусным ремесленникам и мастерам искусств селиться в галицких городах без каких-либо ограничений, а вторая часть касалась протестантов и определяла для них четыре города для поселения: Львов, Ярослав, Замосць (исключён в 1809 г.) и Залещики. Кроме того, для аналогичной ремесленной колонизации предусматривались Казимеж (исключён в 1774 г.) и Броды, которые сначала пришлось выкупить из частных рук. Условия, поставленные перед поселенцами, заключались в том, чтобы не допустить протестов галицких католиков против ввоза протестантских поселенцев-земледельцев; они также были частично связаны с неприязнью императрицы к протестантам. Патент предоставлял колонистам лишь освобождение от гильдейских сборов и налогов сроком на 6 лет и мало что давал.

## Иосифова колонизация
Ярым сторонником колонизации был сын императрицы Иосиф II, занявший престол после смерти матери. Имперский патент, подписанный им 17 сентября 1781 г. по образцу колонизационных решений Фридриха Великого, положил начало колонизации в больших масштабах. Этот документ разрешал, кроме городского заселения, ещё и земледельческую колонизацию. Дополнительный патент от 11 ноября 1781 г. также разрешил поселение протестантов.
Официальной целью акции было помочь стране улучшить свою экономику. Землями для будущих переселенцев служили в основном хозяйства камерных поместий (бывшие королевские земли) и земли ликвидированных монастырей.
Поселения располагались рядом с существующими деревнями, с обособленной городской планировкой, часто в цепи застроек (то есть из новой улицы или расширения существующей улицы).
Наибольший приток колонистов был зафиксирован в 1783—1784 годах. Акция завершилась в 1789 году, но позволила уже живущим немецким поселенцам создать новые поселения. Подсчитано, что количество переселенцев составило примерно 14 400 человек (более 3200 семей). Насчитывалось 120 чисто немецких поселений и 55 смешанных поселений, из которых государство непосредственно основало 127 колоний (остальные были частными), большая часть их была в Восточной Галиции и значительно меньше в Западной Галиции. В этот период также был основан город Подгуже. Колонии, насчитывавшие не менее 20 семей, селились как независимые коммуны. Среди колонистов, чье происхождение было зафиксировано, самый высокий процент составляли выходцы из Пфальца — более трети. Были предприняты попытки группировать поселенцев в первую очередь по религиозному признаку. Наибольшую группу составляли протестанты, в основном лютеране (около 47 %), в меньшей степени кальвинисты (около 13 %), а наименьшую группу составляли меннониты (менее 1 %), к которым в 1790 году против их воли стали относиться как к лютеранам, а независимую церковь они основали только в 1909 году (Христианско-меннонитская община Керница-Львов). Лютеране и кальвинисты основывали новые церкви по патенту веротерпимости, а в конце 1803 года для управления ими была учреждена Львовская суперинтентура (епархия). Переселенцы-католики (составляющие около 39 %) не строили новых церквей (хотя изначально они планировались в Кенигсау, Кайзердорфе и Визенберге) и подчинялись ближайшему католическому приходу. В ряде мест предпринимались попытки заселения и еврейского населения, но такие колонии быстро исчезали. В сандомирских поместьях, похожих на немецкие, но на худшей земле, поселились около 750 польских семей.
Предполагаемая стоимость колонизационной акции составила около 3 000 000 рейнских злотых, то есть более 900 злотых на одну семью колонистов. Колонизация пошла не так, как предполагали её инициаторы. Требовались ремесленники и профессионалы, в то время как подавляющее большинство были фермерами. Они хотели привлечь богатых поселенцев, между тем поселенцы были относительно бедны и зависели от государственной помощи.

## Список населённых пунктов
Колонии основанные в период Иосифовой колонизации представлены ниже.

### Западная Галиция

#### Поселения в Старосандецких усадьбах

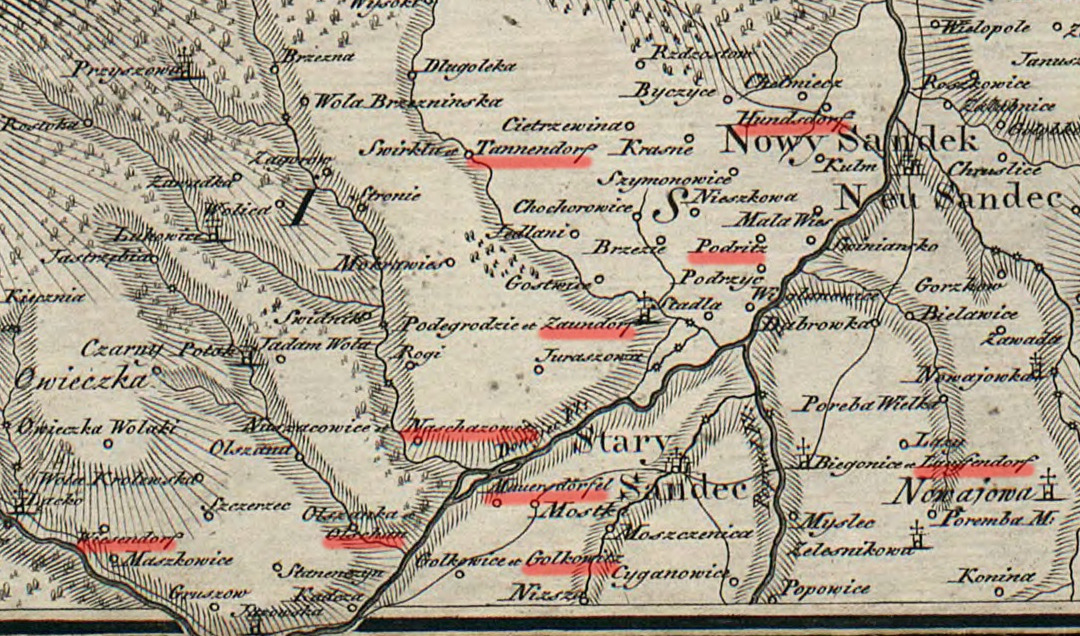
Избранные колонии вокруг Нового Сонча в 1797 г.

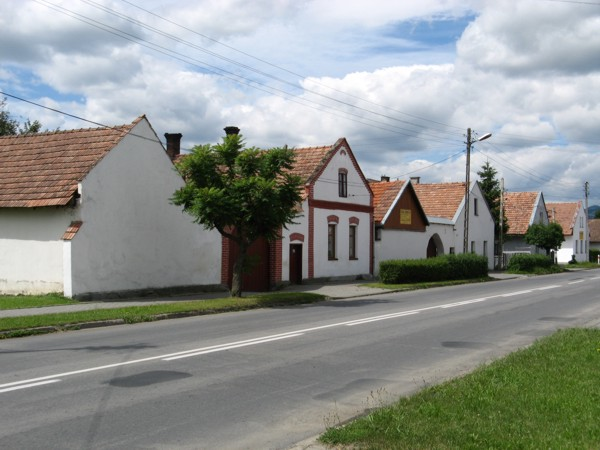
Здания Голковиц-Дольне времён Иосифовой колонизации

Колонии в Новы-Сончской земле основывались в тесных поместьях Старосандецкого, они были небольшими и нигде не создавали самостоятельных построек. Новые фрагменты некоторых деревень получили здесь префикс «Deutsch» (напр. Deutsch-Gaboń, Deutsch-Gołkowice), в других случаях названия польских деревень были переведены на немецкий язык (например Biegonice = Laufendorf, Podrzecze = Unterbach), а иногда им давали имена, не связанные с польскими названиями.
Список поселений:
- Немецкие Барцице (Deutsch Bartschitz, 1787, католики)
- Немецкие Бичицы кнуты (Deutsch Bischitz, 1788, лютеране)
- Бегонице (Лауфендорф, 1783 г., смешанный католико-лютеранско-реформатский)
- Хелмец (Хундсдорф, 1783 г., смешанный католико-лютеранско-реформатский)
- Немецкая Домбровка (Deutsch Dąbrówka, 1787, лютеранская)
- Габонь Немецкая (Deutsch Gaben, 1783, смешанный католический реформатский)
- Голковице Немецкие (Deutsch Golkowitz, 1783, смешанный католико-лютеранско-реформатский)
- Гай (Хутвейде — деревня Свинярско, 1784 г., смешанная лютеранско-реформатская)
- Юрашова
- Кадча (Кадшау, 1785 г., смешанный лютеранско-реформатский)
- Лонцко (Визендорф, 1783 г., католик)
- Мокра-Весь (Нассендорф, 1788 г., лютеранская)
- Моравина (Морава), часть деревни Мощеница Нижна (1784 г., смешанная католико-лютеранская)
- Мысткув (Мюсткау, 1788 г., католик)
- Нашацовице (Naschatowitz, 1783 г., смешанный лютеранско-реформатский)
- Ольшанка (Ольшау, 1784 г., реформирована)
- Пёнткова (Зонненшайн, 1788 г., лютеранская)
- Подегродзе (Заундорф, 1784 г., лютеранское)
- Поджече (Подриц или Унтербах, 1783 г., смешанный лютеранско-реформатский)
- Ритро (Риттер, 1788 г., лютеранин)
- Штадла (Штадлау, 1788 г., лютеранский)
- Стары-Сонч (Нойдорфель и Майердорфель, 1784 г., смешанный католико-лютеранский)
- Стшешице (Вахендорф, 1783 г., смешанный католико-лютеранско-реформатский)
- Щереж (Эрнсдорф, 1784 г., смешанный лютеранско-реформатский)
- Сверкла (Таннендорф, 1783 г., смешанная лютеранско-реформатская)
- Свинярско (Швайнзангер, 1788 г., лютеранское)
- Загожин (1788 г., католики)
- Жбиковице (1783 г., смешанный лютеранско-реформатский)

#### Поселения в поместьях Неполомице
Колонии возле Бохни были основаны в частных владениях Неполомиц.
Список поселений:
- Богучицы (1783 г., смешанный лютеранско-реформатский)
- Братучице (1783 г., католик)
- Гавлув Новый (Neu Gawłów, 1784, смешанный католико-лютеранский)
- Клай (1784 г., лютеранский)
- Кшечув (1783 г., лютеранский)
- Ксёнжнице (Фюрстенау, 1783 г., лютеранский)
- Немецкая Ледница (Detsch Lednica, 1784, лютеранская)
- Майковице-Нове (Ной Майковице, 1784 г., смешанный католико-лютеранско-реформатский)
- Неполомице (1783 г., католик)
- Камионна (Штайндорф, 1785 г., смешанная католико-лютеранская)
- Ходенице — сегодня часть Бохни (Тринитатис, 1785 г., смешанная католико-лютеранско-реформатская)
- Вуйтоство — в настоящее время часть Бохни (Фогтсдорф, 1785 г., смешанная католико-лютеранско-реформатская)

#### Поселения в усадьбах Сандомир и Лежайск

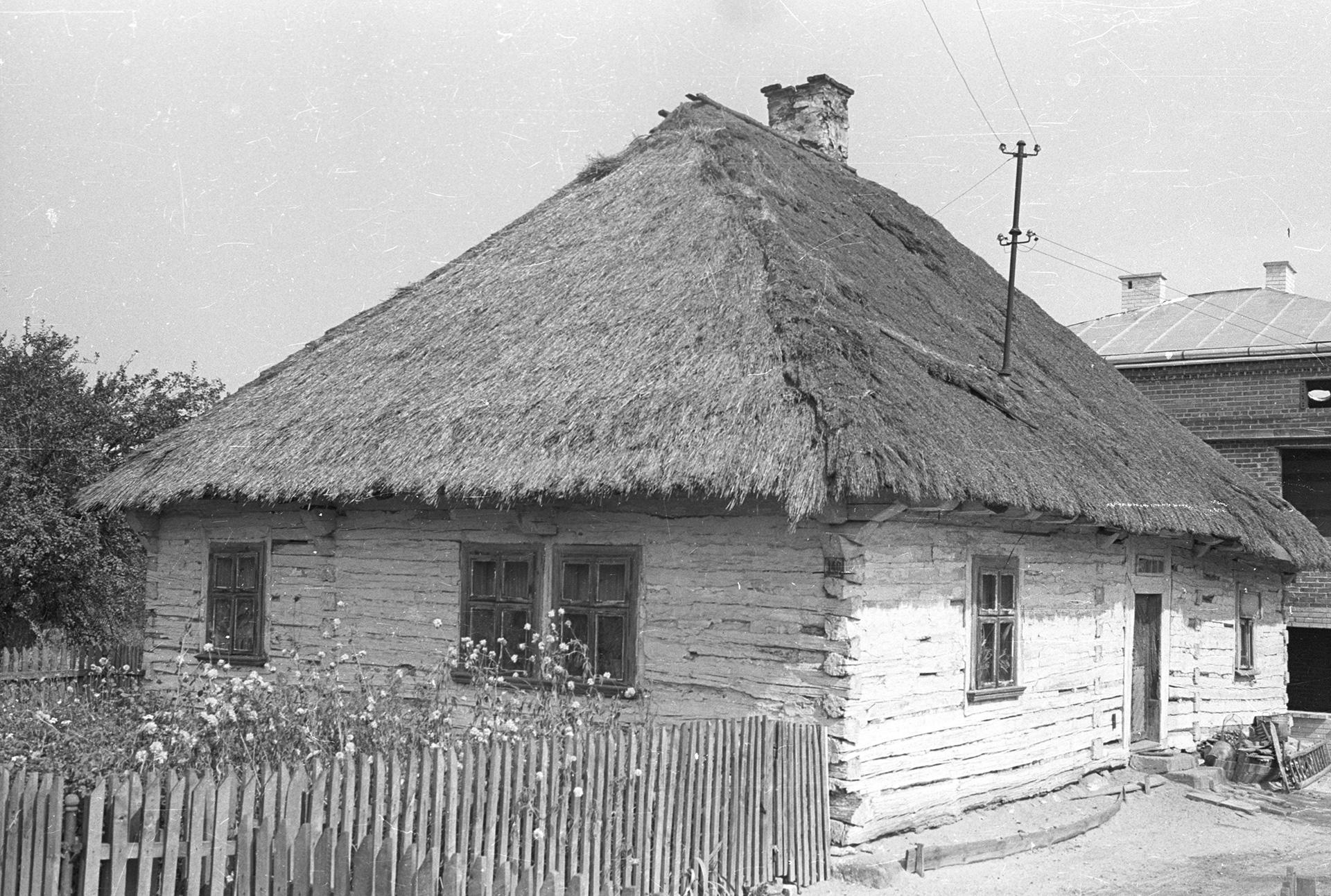
Коттедж времен колонизации в Ранижуве.

Поселения на развилке рек Висла и Сан были созданы в близких усадьбах Сандомир и Лежайск. Поселения в окрестностях Мелеца также образовали неформальную колониальную общину Падев (Koloniegemeinde Padew).
Список поселений в сандомирских имениях:
- Чермин (Гогенбах, 1783 г., смешанный католико-лютеранско-реформатский)
- Джата (Джаттау, 1783 г., смешанный католико-лютеранский)
- Ежове (1783 г., католики)
- Юзефув на земле деревни Ясланы (Йозефсдорф, 1783 г., католик)
- Клишув (1784 г., католик)
- Островы-Тушовске (Sandlautern, 1783, католик)
- колония Падуя (Фальбрунн, 1783 г., католико-лютеранская)
- Ранижув (Ранишау, 1783 г., смешанный лютеранско-реформатский)
- Куржина Велика (Раухерсдорф-Гросс, 1783 г., католик)
- Куржина Мала (Раухерсдорф Кляйн, 1783 г., католико-лютеранская)
- Сарнов (Рейхсхайм, 1783 г., смешанный лютеранско-реформатский)
- Орлов на земле деревни Плаво (Шёнангер, 1783 г., католик)
- Камень (Штейнау, 1783 г., смешанный лютеранско-реформатский)
- колония Тушув (1783 г., католико-лютеранско-реформатская)
- Новы-Дзиковец (Вильденталь, 1783 г., католик)
- Вулька Таневска (Танефсау, дбр. К. Сандомир, 1783 г., католик)

- Тарнавец (Дорнбах, 1786 г., католик)
- Гидларова (Гиллерсхоф,1788 г., реформаторы)
- Воля Зарчицка (Кенигсберг, 1786 г., реформаторы)

### Восточная Галиция

#### Поселения в поместьях Любачув
Колонии ремесленников были также созданы в частных владениях Любачева. Сегодня часть этих населённых пунктов находится на польской стороне, а часть — на украинской.
- Каролувка, на земле деревни Млодов (Бургау, 1783 г., катол.)
- Дзевенцеш (Эйнзинген, 1783, лютеранин)
- Поток Яворовский, на земле села Кобыльница Руска (Фельбах, 1783, католик)
- Домбкув, на земле деревни Опака (Фельзендорф, 1783 г., реформирован)
- Коваловка, на земле деревни Жукув (Фрайфельд, 1783 г., католик)
- Липовец (Линденау, 1783 г., смешанный лютеранско-реформатский)
- Островец — ныне район Любачева (1783 г., смешанный католико-лютеранский)
- Подлесье, на земле села Башня (Рейхау, 1783, лютеранское)
- колония Смолин (1783 г., лютеранский)
- Полянка Горынецка, на земле деревни Брусно (Дойчбах, 1785 г., смешанный католический и реформатский)

#### Поселения в имениях Добромильских
Поселения в районе Устшики-Дольне (камерские усадьбы Добромильских) были довольно большими, даже насчитывали около 200 человек (напр. Фалькенберг, Бандров). Почти все они получили свои немецкие имена. Исключение составил Бандров, где немецкая часть получила название Бандров-Колония (однако в 1792 году дворянский суд во Львове создал отдельную административную единицу, которая получила название Дойч Бандров), а часть, населённая бывшими жителями (русинами), была впредь назывался Bandrów Narodowy (официальное название Bandrow Nationale), подавляющее большинство поселенцев района Санок происходили из области Пфальца из окрестностей долин Наэ и Глан, эти люди говорили на швабском диалекте, остальные прибыли из Австрии и Чешской республика. Потомки бывших переселенцев до сих пор посещают родину, периодически выходят публикации. Одним из виднейших представителей бывших немецких поселенцев района Санок является проф. Адам Фастнахт. Формой развития деревни была франконская система, т. н. валдхуфендорф, обычно используемая на юге Германии.
Список населённых пунктов:
- колония Бандров (1783 г., смешанный лютеранско-реформатский)
- Зигенталь на землях Нижнего Берега (1788, лютеранское)
- Энгельсбрунн на землях Гучека, ныне в пределах Добромиля (1783 г., католический)
- Фалькенберг на землях Гуйска (1783 г., смешанный католико-лютеранский)
- колония Макова (Хоберг, 1783 г., смешанный лютеранско-реформатский)
- Рожево (Розенбург) на территории Пьетнице (1783 г., катол.)
- Принценталь на территории Смеречны (1784 г., смешанный лютеранско-реформатский)
- Штайнфельс на территории Стебника (1784 г., смешанный католико-лютеранско-реформатский)
- Выжне (до 1938 г. Оберсдорф), 1784 г.)

#### Остальные
Поселения в камерных поместьях Дрогобыча:
- Бригидин (Бригидау, 1783 г., лютеранское)
- Быстрица (1785 г., католическое)
- Кранцберг на земле Дублан (1784 г., католическое)
- Коросница (Йозефсберг, 1784 г., реформированное)
- Лужек Дольны (1783 г., католическое)
- Нойдорф на земле Болеховец (1783 г., смешанная католическая-лютеранская)
- Ровное (Кенигсау, 1783 г., католическая)
- Сторона (1785 г., лютеранская)
- Уличное (Гассендорф, 1784 г., лютеранская)
- Угартсберг (1785 г., реформированная)

Поселения в Самборских поместьях:
- Бурчицы (Ной Бурчице, 1785, лютеранское)
- Чуква (Нойдорф, 1783, смешанный католико-лютеранский)
- Кайзердорф (1783, католический)
- Купновичи (Йозефсдорф, 1783, лютеранское)

Поселения в Яворских камерных имениях:
- Бердыхов (Бердикау, 1783 г., лютеранская)
- Мужиловичи-колония, (1783 г., католическая
- Шумлау (1783 г., лютеранская)
- Подлубы-Вельке (Моосберг, 1785 г., реформатская)
- Хартфельд на землях речичан (1783 г., лютеранская). г, 1786, католик)

Поселения в частных владениях Грудека Ягеллонского:
- Белая Гора (Вайссенберг, 1786 г., католик)

- Райхенбах (1789, лютеране)
- Брундорф (1788, католики)
- Стодолки (Эбенау, 1786, католик)
- Фордерберг (1788, католик)

Поселения в камерных имениях Янова:
- Бургталь (1788), смешанный католико-лютеранский)
- Карачинов (Шенталь, 1785, лютеранский)
- Роттенган (1785, лютеранский)
- Оттенхаузен (1786, католический)

Поселения в частных имениях Щерцецкого:
- Хрусно Нове (Ной Хрусно), 1789 г., лютеранство)
- Дорнфельд (1786 г., лютеранство)
- Айнзидель (1786 г., меннониты)
- Линденфельд (1788 г., реформаты)
- Розенберг (1786 г., смешанные реформатско-меннониты)

Поселения в Калушко поместья:
- Новый Калуш (Neu Kałusz, 1784, смешанный католико-лютеранский)
- Зелёный Яр (Landestreu) на территории Новицы (1783, лютеранское)
- Сивка Калушская (Ugartsthal, 1784, лютеранское)

Поселения в частных имениях Кимиран:
- Добжаница Колония (1785, смешанные католики с реформаты)
- Кимирз Колония (1784 г., католик)
- Подгайчики (Унтервальден, 1784 г., смешанный лютеранско-реформатский)
- Ушковице (Иосифсталь, 1784 г., лютеранский)
- Олексице Нове (Neu Oleksice, 1786, лютеранское)

Поселения в межвицких поместьях:
- Межвица (Визенберг, 1786, катол.)
- Мокротин Колония (1786, катол.)

Поселения в камерных поместьях Бобрки:
- Пьетничаны (Мюльбах, 1786, катол.)
- Сарники (Рефельд, 1786, католический)

Поселения в камерных имениях Винников:
- Подгорное (Унтерберген, 1785, смешанное лютеранско-реформатское)
- Винники (Вайнберген, 1785, смешанное лютеранско-реформатское)

Поселения в других камерных имениях:
- Чороны (Брукенталь, интимные имения Мосты, 1786, католическое)
- Юзефув (камерные поместья Радахов, 1783 г.)
- Надзеюв (камерные поместья Хоффнунгсау, Долина, 1784 г., католический) не-меннониты)
- Пышувка (Реберг, интимные поместья в Мостиске, 1788 г., реформирован)
- Розарий (камерные поместья Тарногруд)
- Холодная вода (Кальтвассер, камерные поместья Львов, 1784 г., смешанные католически-реформатско-лютеранские поместья)

Поселения в частных имениях:
- Беккерсдорф (частное поместья в Подгайце, 1784 г., католические)
- Бедрыковцы (1785 г.)
- Чарноконце Корхов (частное владение Тарногрода)
- Мёнчин Меров (частное владение Радзехова, 1785 г.)
- Снятыч

### Буковина
Буковина была колонизирована по патенту Иосифа в 1782—1787 годах. По сравнению с Галицией она была ограниченной. К 1787 г. около 75 семей поселились в девяти городах.
Список населённых пунктов Буковины:
- Фратауции (нем. Фратауц, к северу от Радовцова, 16 семей),
- Илишешти (нем. Иллищество, 12 семей)
- Сату Маре (нем. Сатулмаре, 8 семей)
- Милишэуци (нем. Миллешуц, 8 семей)
- Бадеуци (нем. Бадейц, 8 семей)
- Ицкани (нем. Ицкани, ныне северный район Сучавы, 8 семей)
- Св. Онуфрий (к западу от Серета, 8 семей)
- Тереблестье (в настоящее время в Украине, в Глибокском районе, 7 семей)
- Арборе (нем. Арбора, 7 семей).